# 62P/Tsuchinshan
O 62P/Tsuchinshan, também conhecido como Tsuchinshan 1, é um cometa periódico do nosso sistema solar. Durante sua passagem pelo periélio de 2004 o cometa iluminou com cerca de uma magnitude aparente de 11. O cometa não foi observado durante a aparição desfavorável de 2011 uma vez que a passagem pelo periélio ocorreu quando o cometa estava no lado mais distante do Sol. Em 2 de abril de 2049 o cometa vai passar a cerca de 0,011 UA (1.600.000 km) de Marte.

## Descoberta
Ele foi descoberto em 1 de janeiro de 1965, pelo Observatório da Montanha Púrpura.

## Características orbitais
A órbita deste cometa tem uma excentricidade de 0,5780 e possui um semieixo maior de 3,528 UA. O seu periélio leva o mesmo a uma distância de 1,489 UA em relação ao Sol e seu afélio a 5,568 UA.